# Compañía de Seguros La Equitativa
La Compañía de Seguros La Equitativa fue una compañía de seguros española, filial de la empresa estadounidense The Equitable.

## Historia
Fue conocida también como «Fundación Rosillo» o «La Equitativa Fundación Rosillo SA» y abreviadamente como la «La Equitativa».
Establecida en Madrid en 1882, tenía su sede en el edificio situado en la esquina entre la calle de Alcalá y la calle de Sevilla. Construyó diversos edificios de estilo americano de los que era propietario, como el edificio de la Equitativa en Málaga, edificado en 1956, o el Edificio de La Equitativa de Vigo de 1948.

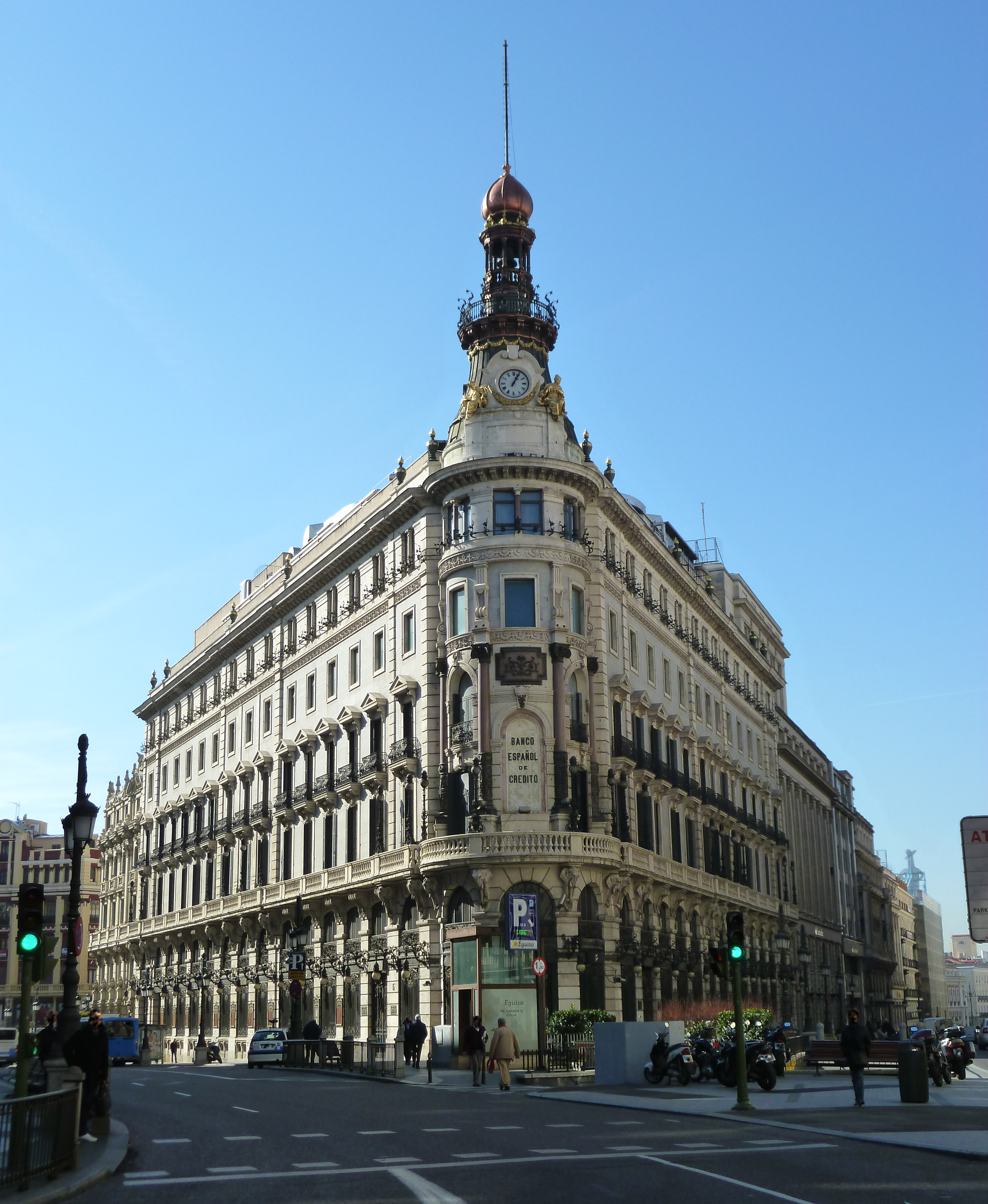
Palacio de la Equitativa, antigua sede en Madrid

Era una filial de la The Equitable Life Assurance Society of the United States (fundada en 1859 por José Francisco Navarro Arzac). Esta compañía adquirió la cartera de la aseguradora norteamericana de seguros de vida The New York Life Insurance en 1922 y más tarde de la británica The Standard Life Assurance Company en 1929. 
En 1995 la compañía es adquirida como filial por el grupo Winterthur y el 27 de noviembre de 1998 dicho grupo decide fusionar la compañía, desapareciendo como tal. Posteriormente, el 31 de diciembre de 2006, el grupo Winterthur fue adquirió por la compañía de seguros AXA.